# みなみけのディスコグラフィ
みなみけのディスコグラフィでは、スターチャイルドから発売された、テレビアニメ『みなみけ』の関連CDについて記述する。

## 主題歌
歌っているのは、同作品で3姉妹を演じる佐藤利奈、井上麻里奈、茅原実里の3人。

### 経験値上昇中☆
2007年10月24日にスターチャイルドから発売。表題曲は、テレビアニメ『みなみけ』のオープニングテーマ、カップリングの「夢航海路」はWEBラジオ『みなみけのみなきけ』の第3、5回エンディングテーマとしてそれぞれ使用された。同作品で3姉妹を演じる佐藤利奈・井上麻里奈・茅原実里の3人で構成される声優ユニット「みなみけ3姉妹」が歌っている。ジャケットにはみなみけ3姉妹がプリントされている。
2019年3月1日には、ソニー・ミュージックエンタテインメントのアニメソング人気投票キャンペーン「平成アニソン大賞」においてキャラクターソング賞（2000年 - 2009年）に選出された。
収録曲
1. 経験値上昇中☆ [3:50]
  - 作詞：うらん、作曲・編曲：大久保薫
  - テレビアニメ『みなみけ』オープニングテーマ
  - テレビアニメ『みなみけ〜おかわり〜』第13話挿入歌
  - WEBラジオ『みなみけのみなきけ』第3、5回エンディングテーマ

2. 夢航海路 [3:53]
  - 作詞：ENA☆、作曲・編曲：末廣健一郎
  - WEBラジオ『みなみけのみなきけ』オープニングテーマ（第3回〜第16回）

3. 経験値上昇中☆（Off Vocal Version）
4. 夢航海路（Off Vocal Version）

アレンジバージョン
テレビアニメ『みなみけ』DVD期間限定版に付属するオリジナルミニドラマ・サントラCDに、「経験値上昇中☆」のアレンジバージョンが収録されている。
1. 経験値上昇中☆ Featuring HARUKA [3:50]
  - 歌：南春香（佐藤利奈） 編曲：河合英嗣
  - DVD第1巻収録

2. 経験値上昇中☆ Featuring KANA [3:53]
  - 歌：南夏奈（井上麻里奈） 編曲：虹音
  - DVD第2巻収録

3. 経験値上昇中☆ Featuring CHIAKI [3:49]
  - 歌：南千秋（茅原実里） 編曲：鶴由雄
  - DVD第3巻収録

4. 経験値上昇中☆ TV Size Ver.
  - DVD第4巻収録

収録アルバム
| 曲名          | アルバム                                      | 発売日        | 備考           |
| ------------- | --------------------------------------------- | ------------- | -------------- |
| 経験値上昇中☆ | 『みなみけ きゃらくたーそんぐべすとあるばむ』 | 2009年7月23日 | ベストアルバム |

### カラフルDAYS
2007年11月22日発売。表題曲及びカップリング曲は、それぞれ、テレビアニメ『みなみけ』のエンディングテーマ、WEBラジオ『みなみけのみなきけ』第7回 - 第16回放送分のエンディングテーマとして使用された。同作品で3姉妹を演じる佐藤利奈、井上麻里奈、茅原実里が歌っている。 ジャケットには、みなみけ3姉妹がプリントされている。
収録曲
全作詞：うらん、作曲：山口朗彦、編曲：菊谷知樹
1. カラフルDAYS [3:51]
  - テレビアニメ『みなみけ』エンディングテーマ
  - WEBラジオ『みなみけのみなきけ』第4回・第6回エンディング曲としても使用された。

2. 微笑みサンセット [4:20]
  - WEBラジオ『みなみけのみなきけ』エンディング主題歌（第7回 - 第16回）

3. カラフルDAYS Off Vocal Version
4. 微笑みサンセット Off Vocal Version

アレンジバージョン
テレビアニメ『みなみけ』DVD期間限定版に付属するオリジナルミニドラマ・サントラCDに、「カラフルDAYS」のアレンジバージョンが収録されている。
1. カラフルDAYS Featuring HARUKA [4:30]
  - 歌：南春香（佐藤利奈） 編曲：末廣健一郎
  - DVD第1巻収録

2. カラフルDAYS Featuring KANA [4:02]
  - 歌：南夏奈（井上麻里奈） 編曲：虹音
  - DVD第2巻収録

3. カラフルDAYS Featuring CHIAKI (4:07)
  - 歌：南千秋（茅原実里） 編曲：末廣健一郎
  - DVD第3巻収録

4. カラフルDAYS TV Size Ver.
  - DVD第4巻収録

収録アルバム
| 曲名         | 収録アルバム                                  | 発売日        | 備考                     |
| ------------ | --------------------------------------------- | ------------- | ------------------------ |
| カラフルDAYS | 『みなみけ きゃらくたーそんぐべすとあるばむ』 | 2009年7月23日 | コンピレーションアルバム |

### ココロノツバサ
2008年1月23日発売。前作「カラフルDAYS」から約2ヶ月ぶりのリリースであり、2008年1枚目のシングル。表題曲は、テレビアニメ『みなみけ〜おかわり〜』のオープニングテーマとして使用された。
カップリング曲の「HAPPY☆MYらいふ」は、WEBラジオ『みなみけのみなきけ』第17回 - 第35回放送分のエンディングテーマとして採用されている。ジャケットには春香の頭にくまのぬいぐるみが被さっており、それを千秋が取ろうとし、夏奈が見物している様子が描かれている。
批評
CDジャーナルは、「本編の世界観とは異なるドラマティックで高揚感のある曲。」と評した。
収録曲
1. ココロノツバサ [4:51]
  - 作詞：うらん、作曲・編曲：河合英嗣
  - テレビアニメ『みなみけ〜おかわり〜』オープニング主題歌

2. HAPPY☆MYらいふ [4:43]
  - 作詞：ENA☆、作曲・編曲：末廣健一郎
  - WEBラジオ『みなみけのみなきけ』オープニング主題歌（第17回 - 第35回）

3. ココロノツバサ Off Vocal Version
4. HAPPY☆MYらいふ Off Vocal Version

アレンジバージョン
テレビアニメ『みなみけ〜おかわり〜』DVD期間限定版に付属するオリジナルミニドラマ・サントラCDに、「ココロノツバサ」のアレンジバージョンが収録されている。
1. ココロノツバサ Featuring HARUKA [4:52]
  - 歌：南春香（佐藤利奈） 編曲：渡邉美佳、久保幹一郎
  - DVD第1巻収録

2. ココロノツバサ Featuring KANA [4:58]
  - 歌：南夏奈（井上麻里奈） 編曲：末廣健一郎
  - DVD第2巻収録

3. ココロノツバサ Featuring CHIAKI [4:51]
  - 歌：南千秋（茅原実里） 編曲：渡邉美佳、久保幹一郎
  - DVD第3巻収録

4. ココロノツバサ TV Size Ver.
  - DVD第4巻収録

### その声が聴きたくて
2008年2月6日発売。表題曲は、テレビアニメ『みなみけ〜おかわり〜』のエンディングテーマ、カップリングの「ココロ晴れマーク」は、WEBラジオ『みなみけのみなきけ』第17回 - 第35回放送分のエンディングテーマとしてそれぞれ使用された。
歌っているのは、同作品で3姉妹を演じる佐藤利奈、井上麻里奈、茅原実里の3人。ジャケットにはみなみけ3姉妹がプリントされている。
収録曲
1. その声が聴きたくて [4:34]
  - 作詞：うらん、作曲・編曲：大久保薫
  - テレビアニメ『みなみけ〜おかわり〜』エンディングテーマ

2. ココロ晴れマーク [3:27]
  - 作詞：こだまさおり、作曲：鶴由雄、編曲：菊谷知樹
  - WEBラジオ『みなみけのみなきけ』エンディングテーマ（第17回 - 第35回）

3. その声が聴きたくて Off Vocal Version
4. ココロ晴れマーク Off Vocal Version

クレジット
| MUSIC STAFF                 | MUSIC STAFF                         |
| --------------------------- | ----------------------------------- |
| Mixing & Recording Engineer | 唐澤千文（MIT STUDIO）              |
| 桜井直樹（MIT STUDIO）      |                                     |
| 吉川英行（MIT STUDIO）      |                                     |
| Mastering Engineer          | 金子清次（KING SEKIGUCHIDAISTUDIO） |
| Production Coordinate       | 三上桂吾（POPHOLIC）                |
| Jacket Staff                |                                     |
| Illust                      | 田中誠輝                            |
| Coloring                    | 福谷直樹（スタジオ ロン）           |
| Background                  | 徳田俊之（スタジオ イースター）     |
| Design Co-ordinator         | 久保田洋平（KING RECORDS）          |
| Promoter                    | 藤村絵美（KING RECORDS）            |
| Sales Promoter              | 永田陽子（KING RECORDS）            |
| Director                    | 山中隆弘（KING RECORDS）            |
| Executive Producer          | 大月俊倫（KING RECORDS）            |
参加ミュージシャン
| その声が聴きたくて       | その声が聴きたくて |
| ------------------------ | ------------------ |
| Guitar & All Instruments | 河合英嗣           |
| ココロ晴れマーク         |                    |
| Guitar & All Instruments | 河合英嗣           |
アレンジバージョン
テレビアニメ『みなみけ〜おかわり〜』DVD期間限定版に付属するオリジナルミニドラマ・サントラCDに、「その声が聴きたくて」のアレンジバージョンが収録されている。
1. その声が聴きたくて Featuring HARUKA [4:29]
  - 歌：南春香（佐藤利奈）編曲：末廣健一郎
  - DVD第1巻収録

2. その声が聴きたくて Featuring KANA [4:24]
  - 歌：南夏奈（井上麻里奈）編曲：渡邉美佳・久保幹一郎
  - DVD第2巻収録

3. その声が聴きたくて Featuring CHIAKI [4:27]
  - 歌：南千秋（茅原実里）編曲：渡邉美佳・久保幹一郎
  - DVD第3巻収録

4. その声が聴きたくて TV Size Ver.
  - DVD第4巻収録

収録アルバム
| 曲名               | アルバム                                      | 発売日        | 備考           |
| ------------------ | --------------------------------------------- | ------------- | -------------- |
| その声が聴きたくて | 『みなみけ きゃらくたーそんぐべすとあるばむ』 | 2009年7月23日 | ベストアルバム |

### 経験値速上々↑↑
2009年1月21日にスターチャイルドから発売。前作「その声が聴きたくて」から約11ヶ月ぶりのリリースであり、エンディング主題歌を収録したシングル「絶対カラフル宣言」と同時発売。
表題曲は、テレビアニメ『みなみけ おかえり』のオープニングテーマになっており、OAD『みなみけ べつばら』の第1話挿入歌としても使われた。
カップリング曲の「トリプルLOVE 〜うちへおいでませ〜」は、WEBラジオ『みなきけ おかえり』のオープニグテーマとして使用されている。 ジャケットにはみなみけ3姉妹がプリントされている。
批評
CDジャーナルは、「ポップキャッチーなメロディアレンジに心が弾む。」と評した。
収録曲
1. 経験値速上々↑↑ [3:42]
  - 作詞：うらん、作曲・編曲：大久保薫
  - テレビアニメ『みなみけ おかえり』オープニング主題歌
  - OAD『みなみけ べつばら』第1話挿入歌。

2. トリプルLOVE 〜うちへおいでませ〜 [3:17]
  - 作詞：渡邊美佳、作曲：鶴由雄、編曲：河合英嗣
  - WEBラジオ『みなきけ おかえり』オープニング主題歌

3. 経験値速上々↑↑ （カラオケ）
4. トリプルLOVE 〜うちへおいでませ〜 （カラオケ）

アレンジバージョン
テレビアニメ『みなみけ おかえり』DVD期間限定版に付属するオリジナルミニドラマ・サントラCDに、「経験値速上々↑↑」のアレンジバージョンが収録されている。
1. 経験値速上々↑↑ Featuring HARUKA [3:39]
  - 歌：南春香（佐藤利奈） 編曲：河合英嗣
  - DVD第1巻収録

2. 経験値速上々↑↑ Featuring KANA [3:16]
  - 歌：南夏奈（井上麻里奈） 編曲：山口朗彦
  - DVD第2巻収録

3. 経験値速上々↑↑ Featuring CHIAKI
  - 歌：南千秋（茅原実里）
  - DVD第3巻収録

4. 経験値速上々↑↑ TV Size Ver.
  - DVD第4巻収録

収録アルバム
| 曲名           | アルバム                                      | 発売日        | 備考           |
| -------------- | --------------------------------------------- | ------------- | -------------- |
| 経験値速上々↑↑ | 『みなみけ きゃらくたーそんぐべすとあるばむ』 | 2009年7月23日 | ベストアルバム |

### 絶対カラフル宣言
2009年1月21日発売。前作「経験値速上々↑↑」と同時リリースされた2009年2枚目のシングル。
表題曲は、テレビアニメ『みなみけ おかえり』のエンディングテーマ、OAD『みなみけ べつばら』の第4話挿入歌として使用された。
カップリングの「ワンモア!」は、WEBラジオ『みなきけ おかえり』のエンディングテーマとして採用されている。 ジャケットにはみなみけ3姉妹がプリントされている。
批評
CDジャーナルは、「アッパービートに乗せ、ポジティヴな詞が決まった元気系ポップチューンである。」と評した。
収録曲
1. 絶対カラフル宣言 [3:53]
  - 作詞：うらん、作曲：山口朗彦、編曲：菊谷知樹
  - テレビアニメ『みなみけ おかえり』エンディング主題歌
  - OAD『みなみけ べつばら』第4話挿入歌。

2. ワンモア! [3:47]
  - 作詞：ENA☆、作曲・編曲：菊谷知樹
  - WEBラジオ『みなきけ おかえり』エンディング主題歌

3. 絶対カラフル宣言（カラオケ）
4. ワンモア!（カラオケ）

アレンジバージョン
テレビアニメ『みなみけ おかえり』DVD期間限定版に付属するオリジナルミニドラマ・サントラCDに、「絶対カラフル宣言」のアレンジバージョンが収録されている。
1. 絶対カラフル宣言 Featuring HARUKA [3:55]
  - 歌：南春香（佐藤利奈） 編曲：末廣健一郎
  - DVD第1巻収録

2. 絶対カラフル宣言 Featuring KANA [4:07]
  - 歌：南夏奈（井上麻里奈） 編曲：河合英嗣
  - DVD第2巻収録

3. 絶対カラフル宣言 Featuring CHIAKI
  - 歌：南千秋（茅原実里） 編曲：河合英嗣
  - DVD第3巻収録

4. 絶対カラフル宣言 TV Size Ver.
  - DVD第4巻収録

### シアワセ☆ハイテンション↑↑
2013年1月23日に「急接近ラッキーDAYS」（後述）と同時発売。表題曲は、テレビアニメ『みなみけ ただいま』のオープニングテーマに使用される。歌っているのは、同作品で3姉妹を演じる佐藤利奈、井上麻里奈、茅原実里の3人による。
収録曲
全作詞：うらん
1. シアワセ☆ハイテンション↑↑ [3:49]
  - 作曲・編曲：大久保薫
  - テレビアニメ『みなみけ ただいま』オープニングテーマ

2. トリプル*アテンション [3:33]
  - 作曲：山口朗彦、編曲：河合英嗣
  - WEBラジオ『みなみけのみなきけ ただいま』オープニングテーマ

3. シアワセ☆ハイテンション↑↑（off vocal ver.）
4. トリプル*アテンション（off vocal ver.）

アレンジバージョン
テレビアニメ『みなみけ ただいま』Blu-ray版に付属するオリジナルミニドラマ・サントラCDに、「シアワセ☆ハイテンション↑↑」のアレンジバージョンが収録されている。
1. シアワセ☆ハイテンション↑↑ featuring HARUKA [3:49]
  - 歌：南春香（佐藤利奈） 編曲：河合英嗣
  - Blu-ray第1巻収録

2. シアワセ☆ハイテンション↑↑ featuring KANA [3:57]
  - 歌：南夏奈（井上麻里奈） 編曲：菊谷知樹
  - Blu-ray第2巻収録

3. シアワセ☆ハイテンション↑↑ featuring CHIAKI [3:45]
  - 歌：南千秋（茅原実里） 編曲：山崎寛子
  - Blu-ray第3巻収録

4. シアワセ☆ハイテンション↑↑ TV Size Ver. [1:33]
  - Blu-ray第4巻収録

### 急接近ラッキーDAYS
2013年1月23日に「シアワセ☆ハイテンション↑↑」（前述）と同時発売。表題曲は、テレビアニメ『みなみけ ただいま』のエンディングテーマに使用される。歌っているのは、同作品で3姉妹を演じる佐藤利奈、井上麻里奈、茅原実里の3人による。
収録曲
1. 急接近ラッキーDAYS [3:46]
  - 作詞：うらん、作曲：山口朗彦、編曲：菊谷知樹
  - テレビアニメ『みなみけ ただいま』エンディングテーマ

2. 日常カレンダー [4:34]
  - 作詞：うらん、作曲：鶴由雄、編曲：河合英嗣
  - WEBラジオ『みなみけのみなきけ ただいま』エンディングテーマ

3. 急接近ラッキーDAYS（off vocal ver.）
4. 日常カレンダー（off vocal ver.）

アレンジバージョン
テレビアニメ『みなみけ ただいま』Blu-ray版に付属するオリジナルミニドラマ・サントラCDに、「急接近ラッキーDAYS」のアレンジバージョンが収録されている。
1. 急接近ラッキーDAYS featuring HARUKA [3:49]
  - 歌：南春香（佐藤利奈） 編曲：佐藤五魚
  - Blu-ray第1巻収録

2. 急接近ラッキーDAYS featuring KANA [3:35]
  - 歌：南夏奈（井上麻里奈） 編曲：大久保薫
  - Blu-ray第2巻収録

3. 急接近ラッキーDAYS featuring CHIAKI [3:21]
  - 歌：南千秋（茅原実里） 編曲：山崎寛子
  - Blu-ray第3巻収録

4. 急接近ラッキーDAYS TV Size Ver. [1:32]
  - Blu-ray第4巻収録

## キャラクターソングアルバム

### みなみけ びより
テレビアニメ『みなみけ』及び『みなみけ〜おかわり〜』のキャラクターソングアルバム。2008年4月23日にスターチャイルド（キングレコード）から発売された。
2期に渡ってメインとして登場したキャラクターはほぼ全て参加している。
仕様は描き下ろしダブルジャケット。表面が「みなみけ」、裏面が「みなみけ〜おかわり〜」のイラストとなっている。表面のイラストはみなみけ3姉妹がカラオケをしているイラストがプリントされている。今作の収録曲のうちいくつかが、翌年発売されたベストアルバム『みなみけ きゃらくたーそんぐべすとあるばむ』のDisc2にも収録されている。
収録曲
1. ハルアイ [4:43]
  - 歌：南春香（佐藤利奈）、作詞：うらん、作曲・編曲：河合英嗣
  - Guitar & All Instruments：河合英嗣

2. 特盛りハッピー [3:47]
  - 歌：南夏奈（井上麻里奈）、作詞：うらん、作曲：山口朗彦、編曲：河合英嗣
  - Guitar & All Instruments：河合英嗣

3. 過度の期待にご用心。 [1:41]
  - 歌：南千秋（茅原実里）、作詞：うらん、作曲：山口朗彦、編曲：大久保薫
  - Guitar：高山一也、All Other Instruments：大久保薫 SE：廣澤拓郎
  - 台詞：南冬馬（水樹奈々）

4. ミライトラベル [3:46]
  - 歌：南冬馬（水樹奈々）、作詞：うらん、作曲・編曲：河合英嗣
  - Drums：野崎真助、Bass：野田耕平、Guitar & All Other Instruments：河合英嗣

5. MATOKONOKO [4:40]
  - 歌：マコト（森永理科）、作詞・作曲：渡邉美佳、編曲：渡邉美佳・久保幹一郎
  - Keyboards & Guitar&chorus：渡邉美佳、All Other Instruments：久保幹一郎
  - 台詞：南春香（佐藤利奈）、南夏奈（井上麻里奈）、南冬馬（水樹奈々）、内田（喜多村英梨）

6. せーのっ [4:08]
  - 歌：内田（喜多村英梨）と吉野（豊崎愛生）、作詞：こだまさおり、作曲：山口朗彦 編曲：虹音
  - Guitar：飯室博、All Other Instruments：虹音

7. 桜色ラブレター [5:50]
  - 歌：藤岡（柿原徹也）、作詞：ゆきみち、作曲・編曲：河合英嗣
  - Drums：野崎真助、Bass：野田耕平、Guitar & All Other Instruments：河合英嗣

8. ヒビ×ヒビ＝ハピネス [4:17]
  - 歌：リコ（高梁碧）とケイコ（後藤沙緒里）、作詞：こだまさおり、作曲・編曲：菊谷知樹
  - Guitar & All Instruments：菊谷知樹

9. No problem [4:38]
  - 歌：保坂（小野大輔）、作詞・作曲：渡邉美佳、編曲：渡邉美佳・久保幹一郎
  - keyboards & Guitar & chorus：渡邉美佳、All Other Instruments：久保幹一郎
  - 台詞：マキ（高木礼子）とアツコ（小野涼子）

10. ガール純度UP↑ [3:44]
  - 歌：マキ（高木礼子）とアツコ（小野涼子）、作詞：こだまさおり、作曲：山口朗彦、編曲：末廣健一郎
  - Guitar：飯室博、All Other Instruments：末廣健一郎

11. 二人の輪舞よ永遠に〜ザ・愛と情熱のロンド〜[4:47]
  - 歌：先生（浅沼晋太郎）と二宮くん（大原桃子）、作詞：サエキけんぞう、作曲・編曲：三澤康広
  - 打ち込み：三澤康広、Keybord：松本圭司

12. 過度の期待にご用心。もしもチアキが歌ったらVer. [4:34]
  - 歌：南千秋（茅原実里）、作詞：うらん、作曲：山口朗彦、編曲：大久保薫
  - Guitar：高山一也、All Other Instruments：大久保薫
  - 台詞：南千秋（茅原実里）

### みなみけのみなうた
テレビアニメ『みなみけ ただいま』のキャラクターソングアルバム。2013年4月24日にスターチャイルド（キングレコード）から発売された。
「みなみけ ただいま」にメインとして登場したキャラクターはほぼ全て参加しており、今までのアルバムに比べて各キャラクターのソロ曲が多く収録されている。また、収録曲のうち数曲が、みなみけ単行本初回限定版付属のキャラソンCDにも収録されている。
CDジャケットは『みなみけ ただいま』キャラクターデザイン・鈴木豪の描き下ろしであり、南春香、南夏奈、南千秋がカラオケをしているイラストがプリントされている。初回プレス仕様として外箱ケースが付属される。
収録曲
DISC1
1. みなうた [8:27]
  - 歌：みなみけのみなさん、作詞：うらん、作曲・編曲：菊谷知樹
  - 歌に参加しているキャラクターは、夏奈、内田、マコト、春香、アツコ、ハルオ、アキラ、冬馬、ナツキ、ヒトミ、千秋、藤岡、リコ、ミユキ、ケイコ、タケル、シュウイチ、吉野、保坂、速水、マキ、先生、二宮くんの計23名。また、この記載順に各キャラクターのソロパートが設けられている。

2. ハルカゼ [4:14]
  - 歌：南春香（佐藤利奈）、作詞・作曲・編曲：丸田新

3. Non Stop 全力宣言 [3:15]
  - 歌：南夏奈（井上麻里奈）、作詞：うらん、作曲・編曲：大久保薫

4. 大好きとバカやろう [4:04]
  - 歌：南千秋（茅原実里）、作詞：うらん、作曲・編曲：山口朗彦

5. 爽快Shooting [4:27]
  - 歌：南冬馬（水樹奈々）、作詞：うらん、作曲・編曲：河合英嗣

6. ワイルド×ファンタジスタ [4:23]
  - 歌：マコト（森永理科）、作詞：こだまさおり、作曲：秋田兼幸、編曲：宮崎誠

7. One two Skipで恋したい♡ [4:09]
  - 歌：内田（喜多村英梨）、作詞：うらん、作曲・編曲：河合英嗣

8. ベストフレンズ [3:42]
  - 歌：吉野（豊崎愛生）、作詞：こだまさおり、作曲：宇田川生、編曲：川島弘光

9. プレーンな毎日 [2:39]
  - 歌：シュウイチ（大原桃子）、作詞：うらん、作曲・編曲：山崎寛子

10. 夏色恋風 [4:07]
  - 歌：藤岡（柿原徹也）、作詞：磯谷佳江、作曲・編曲：小野貴光

11. そういうお約束…？ [4:26]
  - 歌：ケイコ（後藤沙緒里）、作詞：磯谷佳江、作曲・編曲：中畑丈治

12. Sweet Step [4:16]
  - 歌：リコ（高梁碧）、作詞：こだまさおり、作曲：夏海、編曲：Kohei by SIMONSAYZ

13. 教えて∞ [3:40]
  - 歌：ミユキ（南條愛乃）、作詞：PA-NON、作曲：平賀伸明、編曲：丸田新

14. 毎日スパイラル [3:05]
  - 歌：南アキラ（葉山達也）、作詞：うらん、作曲・編曲：藤澤健至

DISC2
1. 青春ファイティングポーズ♪ [4:12]
  - 歌：マキ（高木礼子）、作詞：Uyu、作曲・編曲：阿部隆大

2. Sunny Smiley Days [3:37]
  - 歌：アツコ（小野涼子）、作詞：こだまさおり、作曲・編曲：川島弘光

3. 男たる歌 [3:39]
  - 歌：南ナツキ（吉野裕行）、作詞：うらん、作曲・編曲：藤澤健至

4. 瞳のANSWER [3:45]
  - 歌：ヒトミ（齋藤彩夏）、作詞：Uyu、作曲・編曲：阿部隆大

5. KAIGAN! [3:17]
  - 歌：速水（千葉紗子）、作詞：うらん、作曲・編曲：河合英嗣

6. LOVE POWER [5:00]
  - 歌：保坂（小野大輔）、作詞：渡邉美佳、作曲・編曲：河合英嗣

7. 幸せリビング [4:40]
  - 歌：タケル（浅沼晋太郎）、作詞：うらん、作曲・編曲：河合英嗣

8. LOVE TOMA [3:25]
  - 歌：南ハルオ（川田紳司）、作詞：うらん、作曲・編曲：片山修志

9. コールスローの歌 [2:26]
  - 歌：保坂（小野大輔）、作詞・作曲・編曲：保坂
  - OAD『みなみけ おまたせ』挿入歌

10. レッツお野菜 [3:16]
  - 歌：保坂（小野大輔）、南千秋（茅原実里）、作詞・作曲・編曲：保坂
  - 『みなみけ』第9巻限定版付属キャラソンCD収録曲、テレビアニメ『みなみけ ただいま』第8話挿入歌

11. B.B.Q.の歌 [2:14]
  - 歌：保坂（小野大輔）、作詞・作曲・編曲：保坂
  - テレビアニメ『みなみけ ただいま』第8話挿入歌

12. クリスマスの歌 [5:31]
  - 歌：保坂（小野大輔）、作詞・作曲・編曲：保坂
  - テレビアニメ『みなみけ ただいま』第11話エンディングテーマ

13. ノンストップ☆ピース [3:46]
  - 歌：南春香（佐藤利奈）、南夏奈（井上麻里奈）、南千秋（茅原実里）、作詞：うらん、作曲・編曲：山口朗彦
  - 『みなみけ』第9巻限定版付属キャラソンCD収録曲

14. 経験値上昇中☆ (Re-Mix2011) [3:54]
  - 歌：南春香（佐藤利奈）、南夏奈（井上麻里奈）、南千秋（茅原実里）、作詞：うらん、作曲：大久保薫、編曲：河合英嗣
  - 『みなみけ』第8巻限定版付属ドラマCD収録曲

## ミニアルバム

### 春夏秋登場!!
2008年12月17日に スターチャイルドから発売されたミニアルバム。
テレビアニメ『みなみけ おかえり』のキャラクターソングミニアルバム。四季にあわせてそれぞれがソロで歌い、冬のみ全員で歌う。ジャケットは『みなみけ おかえり』キャラクターデザインを手掛けた田中誠輝描き下ろし。
収録曲
全作詞：うらん
1. 微笑みは春風のように [4:00]
  - 歌：南春香（佐藤利奈）、作曲・編曲：末廣健一郎

2. スペシャールサマー [4:01]
  - 歌：南夏奈（井上麻里奈）、作曲・編曲：河合英嗣

3. 月夜に愛秋 [4:00]
  - 歌：南千秋（茅原実里）、作曲・編曲：菊谷知樹

4. メリクリソング☆ [4:43]
  - 歌：南春香（佐藤利奈）、南夏奈（井上麻里奈）、南千秋（茅原実里）、作曲・編曲：山口朗彦

## コンピレーションアルバム

### みなみけ きゃらくたーそんぐべすとあるばむ
テレビアニメ『みなみけ』シリーズのキャラクターソングベスト・アルバム。2009年7月23日にスターチャイルドから発売された。
2枚組となっており、1枚目は今作でのオリジナル曲、2枚目にはテレビアニメ3期にわたるオープニング・エンディングテーマ曲と、キャラクターソングアルバム『みなみけ びより』に収録されていた主要キャラの既存のキャラクターソングを数曲収録している。みなみけ3姉妹による、OAD『みなみけ べつばら』の主題歌も収録されている。
CDジャケットは『みなみけ おかえり』キャラクターデザイン・田中誠輝書き下ろしであり、南春香、南夏奈、南千秋が描かれている。
収録曲
DISC1
1. 青春グラフィティ [4:06]
  - 歌：ハルカ（佐藤利奈）、マキ（高木礼子）、アツコ（小野涼子）、作詞：うらん、作曲・編曲：末廣健一郎

2. ナンダカンダDE♡ [4:09]
  - 歌：カナ（井上麻里奈）、ケイコ（後藤沙緒里）、リコ（高梁碧）、作詞：うらん、作曲・編曲：菊谷知樹

3. おおきなユメ [3:56]
  - 歌：チアキ（茅原実里）、内田（喜多村英梨）、吉野（豊崎愛生）、作詞：ENA☆、作曲：山口朗彦、編曲：河合英嗣・山口朗彦

4. 妹らしくあれ 〜もうひとつのみなみけ〜 [3:40]
  - 歌：長男（川田紳司）、ナツキ（吉野裕行）、アキラ（葉山達也）、作詞：ENA☆、作曲・編曲：菊谷知樹
  - 台詞：トウマ（水樹奈々）

5. down&UP! and DOWN↓ [4:13]
  - 歌：タケル（浅沼晋太郎）、作詞：ENA☆、作曲・編曲：河合英嗣
  - 台詞：ハルカ（佐藤利奈）、カナ（井上麻里奈）、チアキ（茅原実里）

6. まかせてティーチャー [3:28]
  - 歌：マコト（森永理科）、シュウイチ（大原桃子）、作詞：こだまさおり、作曲：大久保薫、編曲：虹音

7. オモシロックオン! [3:11]
  - 歌：速水（千葉紗子）、作詞：ENA☆、作曲・編曲：菊谷知樹
  - 台詞：マキ（高木礼子）、アツコ（小野涼子）、保坂（小野大輔）

8. カレーのうた [1:46]
  - 歌：保坂（小野大輔）、チアキ（茅原実里）、作詞：保坂・チアキ、作曲・編曲：保坂
  - テレビアニメ『みなみけ おかえり』第2話挿入歌

9. 春夏秋冬フェスティバル♪ [3:52]
  - 歌：南春香（佐藤利奈）、南夏奈（井上麻里奈）、南千秋（茅原実里）、作詞：ENA☆、作曲：山口朗彦、編曲：河合英嗣
  - OAD『みなみけ べつばら』オープニングテーマ

10. ありがとサンキュ [3:45]
  - 歌：南春香（佐藤利奈）、南夏奈（井上麻里奈）、南千秋（茅原実里）、作詞：うらん、作曲・編曲：大久保薫
  - OAD『みなみけ べつばら』エンディングテーマ

DISC2
1. 経験値上昇中☆ [3:50]
  - 歌：南春香（佐藤利奈）、南夏奈（井上麻里奈）、南千秋（茅原実里）、作詞：うらん、作曲・編曲：大久保薫
  - テレビアニメ『みなみけ』オープニングテーマ

2. カラフルDAYS [3:51]
  - 歌：南春香（佐藤利奈）、南夏奈（井上麻里奈）、南千秋（茅原実里）、作詞：うらん、作曲：山口朗彦、編曲：菊谷知樹
  - テレビアニメ『みなみけ』エンディングテーマ

3. ココロノツバサ [4:51]
  - 歌：南春香（佐藤利奈）、南夏奈（井上麻里奈）、南千秋（茅原実里）、作詞：うらん、作曲・編曲：河合英嗣
  - テレビアニメ『みなみけ〜おかわり〜』オープニングテーマ

4. その声が聴きたくて [4:34]
  - 歌：南春香（佐藤利奈）、南夏奈（井上麻里奈）、南千秋（茅原実里）、作詞：うらん、作曲・編曲：大久保薫
  - テレビアニメ『みなみけ〜おかわり〜』エンディングテーマ

5. 経験値速上々↑↑ [3:42]
  - 歌：南春香（佐藤利奈）、南夏奈（井上麻里奈）、南千秋（茅原実里）、作詞：うらん、作曲・編曲：大久保薫
  - テレビアニメ『みなみけ おかえり』オープニングテーマ

6. 絶対カラフル宣言 [3:53]
  - 歌：南春香（佐藤利奈）、南夏奈（井上麻里奈）、南千秋（茅原実里）、作詞：うらん、作曲：山口朗彦、編曲：菊谷知樹
  - テレビアニメ『みなみけ おかえり』エンディングテーマ

7. ハルアイ [4:43]
  - 歌：ハルカ（佐藤利奈）、作詞：うらん、作曲・編曲：河合英嗣

8. 特盛りハッピー [3:48]
  - 歌：カナ（井上麻里奈）、作詞：うらん、作曲：山口朗彦、編曲：河合英嗣

9. 過度の期待にご用心。（もしもチアキが歌ったらVer.） [4:34]
  - 歌：チアキ（茅原実里）、作詞：うらん、作曲：山口朗彦、編曲：大久保薫

10. ミライトラベル [3:46]
  - 歌：トウマ（水樹奈々）、作詞：うらん、作曲・編曲：河合英嗣

11. MATOKONOKO [4:40]
  - 歌：マコト（森永理科）、作詞・作曲：渡邉美佳、編曲：渡邉美佳・久保幹一郎
  - 台詞：ハルカ（佐藤利奈）、カナ（井上麻里奈）、トウマ（水樹奈々）、内田（喜多村英梨）

12. 桜色ラブレター [5:50]
  - 歌：藤岡（柿原徹也）、作詞：ゆきみち、作曲・編曲：河合英嗣

13. No Problem [4:38]
  - 歌：保坂（小野大輔）、作詞：渡邉美佳、作曲：渡邉美佳、編曲：渡邉美佳・久保幹一郎
  - 台詞：マキ（高木礼子）、アツコ（小野涼子）

## ドラマCD
テレビアニメ『みなみけ』のドラマCD。2008年1月23日から2009年4月22日にかけて発売された。

### 第1期
テレビアニメ『みなみけ』のドラマCD。CDジャケットには、南春香、南夏奈、南千秋が描かれている。初回製造分のみにステッカーが封入されている。出演している声優は、佐藤利奈、井上麻里奈、茅原実里、水樹奈々、柿原徹也、小野大輔、喜多村英梨、豊崎愛生、千葉紗子、吉野裕行、中西英樹、葉山達也、佐藤拓也である。
2008年2月4日付のオリコン週間アルバムチャートで77位を獲得した。
収録内容
| トラック | トラック名       | 時間 |
| -------- | ---------------- | ---- |
| 01       | ごろごろ         | 5:51 |
| 02       | 漫画家じゃないぞ | 6:30 |
| 03       | なにが?          | 5:30 |
| 04       | 長く煮込むほど   | 7:04 |
| 05       | 真実             | 5:56 |
| 06       | オフサイドだ     | 6:11 |
| 07       | 糖分が           | 6:31 |
| 08       | 妥協             | 5:28 |
| 09       | 決まり手は       | 5:19 |
| 10       | 立ちなさいよ     | 6:38 |

### 第2期
テレビアニメ『みなみけ〜おかわり〜』のドラマCD。CDジャケットには、南春香、南夏奈、南千秋が描かれている。初回製造分には、ジャケットステッカーが封入されている。出演している声優は、佐藤利奈、井上麻里奈、茅原実里、水樹奈々、森永理科、喜多村英梨、豊崎愛生、浅沼晋太郎である。
2008年5月26日付のオリコン週間アルバムチャートで88位を獲得した。
収録内容
| トラック | トラック名         | 時間 |
| -------- | ------------------ | ---- |
| 01       | 当たったから       | 5:50 |
| 02       | 準備はいい?        | 8:18 |
| 03       | マコちゃん、ピンチ | 6:26 |
| 04       | 食べれれば         | 6:20 |
| 05       | にゅうぎゅうだ!    | 3:43 |
| 06       | ふじおか           | 9:00 |

### 第3期
テレビアニメ『みなみけ おかえり』のドラマCD。CDジャケットには、南春香、南夏奈、南千秋が描かれている。初回製造分には、ジャケットイラストステッカーが封入されている。出演している声優は、佐藤利奈、井上麻里奈、茅原実里、小野大輔、川田紳司、吉野裕行、葉山達也、高木礼子、水樹奈々、森永理科、柿原徹也、後藤沙緒里、高梁碧、喜多村英梨、小野涼子、千葉紗子である。
2008年5月4日付のオリコン週間アルバムチャートで116位を獲得した。
収録内容
| トラック | トラック名     | 時間  |
| -------- | -------------- | ----- |
| 01       | 女の子だもん   | 9:47  |
| 02       | ぷしゅぷしゅ   | 11:25 |
| 03       | 気持ち悪い     | 7:42  |
| 04       | 諭吉せんせい   | 7:24  |
| 05       | もやもや       | 5:47  |
| 06       | 出ちゃったから | 6:37  |
| 07       | それぞれの     | 7:00  |
| 08       | 受け取ろう     | 5:06  |
| 09       | なんで         | 5:00  |

### 第4期
テレビアニメ『みなみけ ただいま』のドラマCD。全2巻。
第1巻のCDジャケットには、南春香、南夏奈、南千秋が描かれている。出演している声優は、佐藤利奈、井上麻里奈、茅原実里、水樹奈々、森永理科、小野大輔、喜多村英梨、豊崎愛生、後藤沙緒里、南條愛乃、高木礼子、小野涼子、千葉紗子、吉野裕行、齋藤彩夏である。
収録内容
| トラック | トラック名               | 時間  |
| -------- | ------------------------ | ----- |
| 01       | たまにキズ               | 6:04  |
| 02       | しっかりしなきゃ・その１ | 3:21  |
| 03       | おねえちゃん             | 10:46 |
| 04       | しっかりしなきゃ・その２ | 2:32  |
| 05       | さいれんと               | 9:20  |
| 06       | しっかりしなきゃ・その３ | 3:19  |
| 07       | はくさいだ               | 10:04 |
第2巻のCDジャケットには、南春香、南夏奈、南千秋、南冬馬が描かれている。出演している声優は、佐藤利奈、井上麻里奈、茅原実里、水樹奈々、森永理科、柿原徹也、小野大輔、喜多村英梨、豊崎愛生、大原桃子、後藤沙緒里、高梁碧、南條愛乃、高木礼子、小野涼子、川田紳司、吉野裕行、葉山達也、浅沼晋太郎である。
収録内容
| トラック | トラック名       | 時間  |
| -------- | ---------------- | ----- |
| 01       | やまい           | 9:38  |
| 02       | かいぎ・その９   | 4:23  |
| 03       | こくはく         | 10:30 |
| 04       | かいぎ・その１０ | 6:55  |
| 05       | そうなんです     | 17:52 |
| 06       | にちよう         | 8:58  |

## ライブイベント

### みなみけ!5の2!歌祭りだよ!放課後大爆発!!
2009年2月1日に行われたライブイベントの模様を収録した映像作品。同じ桜場コハル原作のテレビアニメ『みなみけ おかえり』と『今日の5の2』の合同ライブイベントとして開催された。DVDジャケットに描かれているのは、南春香、南夏奈、南千秋、佐藤リョータ、小泉チカで、イラストは原作者である桜場コハルが担当している。
開催日時・開催場所

- 開催日：2009年2月1日
- 会場：横浜BLITZ

出演者
今日の5の2
- Friends
  - 小林ゆう
  - 下田麻美
  - MAKO
  - 明坂聡美
  - 阿澄佳奈
  - 本多陽子

みなみけ
- みなみけ3姉妹
  - 佐藤利奈
  - 井上麻里奈
  - 茅原実里

- 森永理科
- 柿原徹也
- 小野大輔（VTR出演）

セットリスト
1. 経験値速上々↑↑
  - 歌：みなみけ3姉妹

2. Sakura Revolution
  - 歌：Friends

3. 絶対カラフル宣言
  - 歌：みなみけ3姉妹

4. ニセモノ
  - 歌：Friends

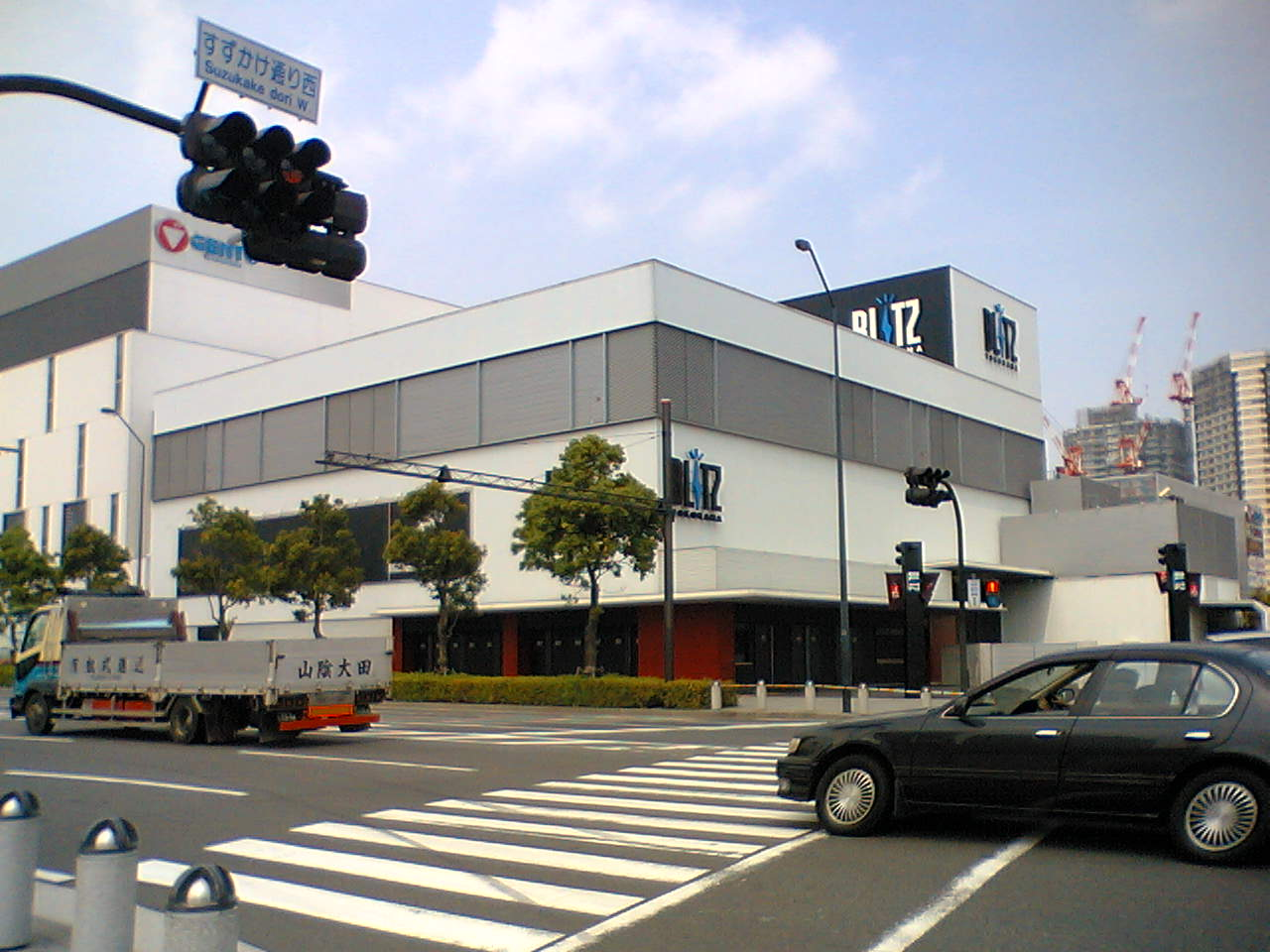
「みなみけ! 5の2! 歌祭り」が行われた横浜BLITZ

5. secret base 〜君がくれたもの〜
  - 歌：Friends

6. 微笑みは春風のように
  - 歌：佐藤利奈

7. 願い
  - 歌：Friends

8. ユウヤケイロ
  - 歌：Friends

9. 月夜に愛秋
  - 歌：茅原実里

10. 一雫
  - 歌：阿澄佳奈・本多陽子

11. 桜色ラブレター
  - 歌：柿原徹也

12. rollover
  - 歌：小林ゆう・下田麻美

13. ガールズクライシス
  - 歌：MAKO・明坂聡美

14. 学園天国
  - 歌：Friends

15. フレンズ
  - 歌：Friends

16. MATOKONOKO
  - 歌：森永理科

17. スペシャールサマー
  - 歌：井上麻里奈

18. 夏祭り
  - 歌：Friends

19. 経験値上昇中☆
  - 歌:みなみけ3姉妹

20. 大爆発 NO.1
  - 歌：Friends

21. secret base 〜君がくれたもの〜（アンコール）
  - 歌：Friends

22. オープニング曲メドレー（アンコール）
  - 歌：出演者全員